# Nothing Suits Me Like a Suit
"Nothing Suits Me Like a Suit" (tạm dịch: "Không có thứ gì hợp với tôi như một Bộ Vest") là một ca khúc trình bày bởi Neil Patrick Harris và dàn diễn viên của sê-ri hài How I Met Your Mother, trích từ tập phim thứ 100 của bộ phim, "Girls Versus Suits."

## Bối cảnh
Ca khúc được trình chiếu lần đầu tiên trong tập phim thứ 100 của How I Met Your Mother, "Girls Versus Suits" trong một phân đoạn tưởng tượng của nhân vật Barney Stinson, khi anh có dự tính rằng mình có thể sẽ từ bỏ bộ sưu tập đồ Vest của mình để quan hệ với một cô nàng pha chế rượu gợi cảm, thủ vai bởi Stacy Keibler. Tập phim này được trình chiếu vào ngày 15 tháng 1 năm 2010, còn đĩa đơn bài hát được phát ngày hôm sau. Phân đoạn trình diễn trong bộ phim gồm 65 vũ công cùng 50 dàn nhạc công.

## Diễn biến trên bảng xếp hạng
Bài hát leo lên vị trí #50 trên bảng xếp hạng UK Singles Chart và #76 trong bảng Canadian Hot 100 tại Canada.

### Xếp hạng
| Bảng xếp hạng          | Vị trí cao nhất |
| ---------------------- | --------------- |
| Australian ARIA Charts | 113             |
| Canadian Hot 100       | 76              |
| UK Singles Chart       | 50              |

## Thực hiện
- Hát chính - Neil Patrick Harris trong vai Barney Stinson
- Hàt bè - Jason Segel trong vai Marshall Eriksen, Josh Radnor trong vai Ted Mosby, Cobie Smulders trong vai Robin Scherbatsky và Alyson Hannigan trong vai Lily Aldrin

## Thời gian phát hành
| Quốc gia | Ngày                | Định dạng       |
| -------- | ------------------- | --------------- |
| Hoa Kỳ   | 11 tháng 1 năm 2010 | Truyền hình     |
| Hoa Kỳ   | 12 tháng 1 năm 2010 | Tải kỹ thuật số |